# Eisbahn

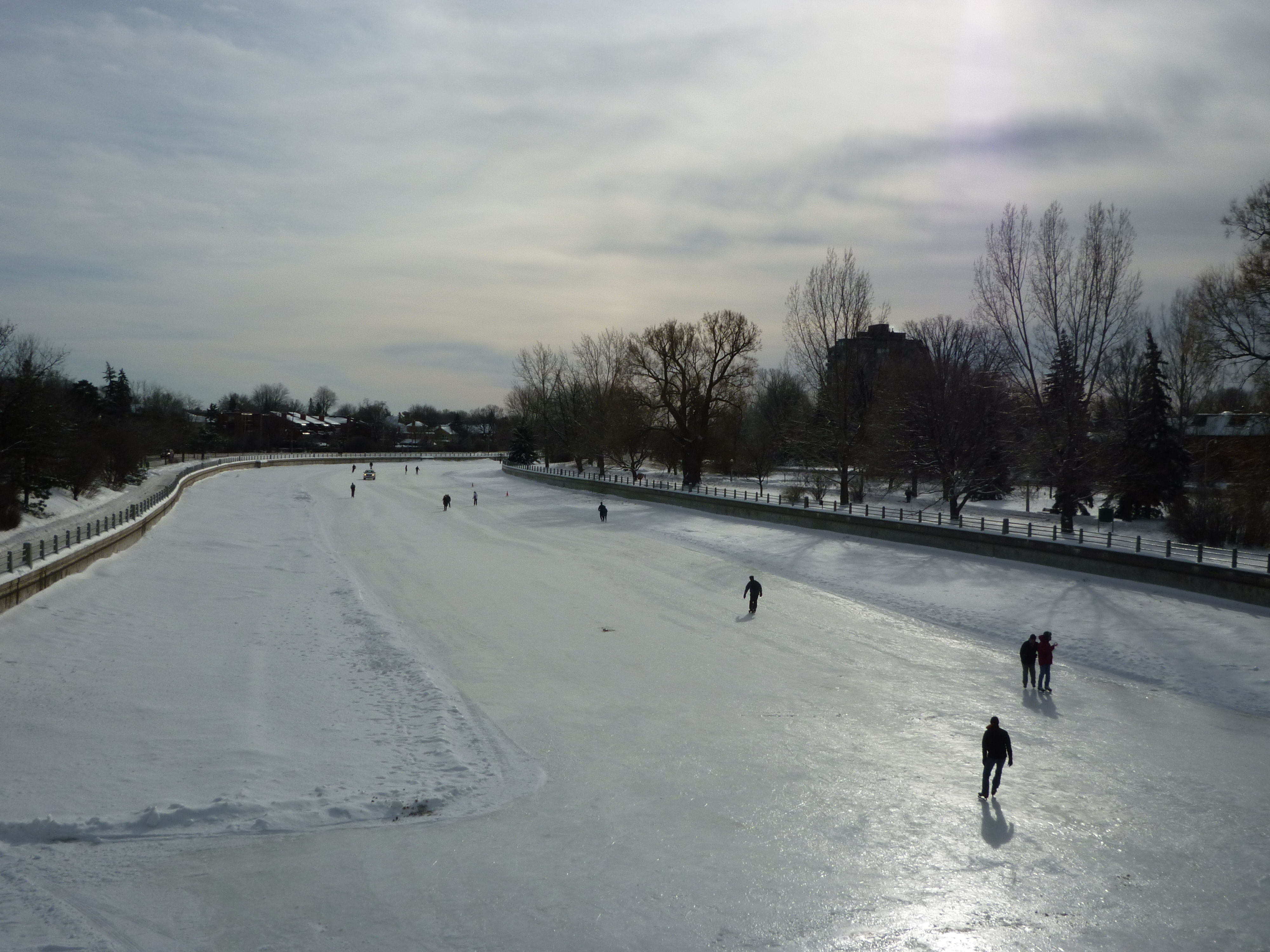
Rideau Canal (2012)

Eine Eisbahn bezeichnet eine Fläche, die vereist ist. Die Vereisung kann natürlich (Natureisbahn) oder künstlich (Kunsteisbahn) erfolgen.

## Natureis

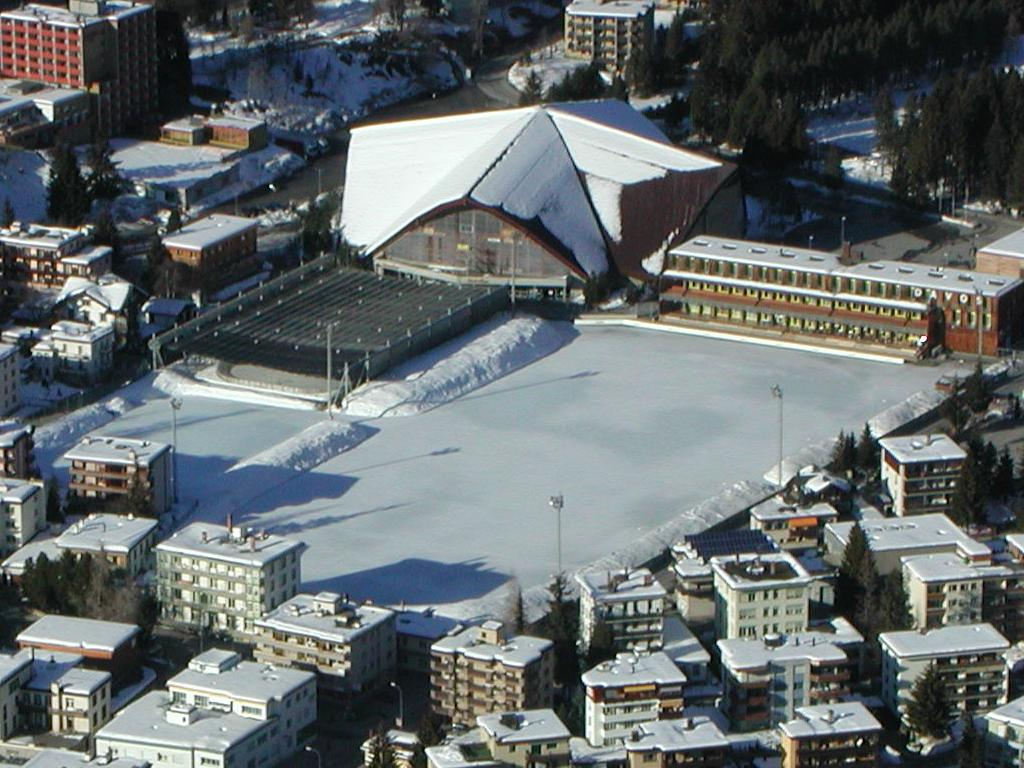
Die Davoser Natureisbahn, die offene Kunsteisfläche (links mit Sonnenschutz) und das Eisstadion

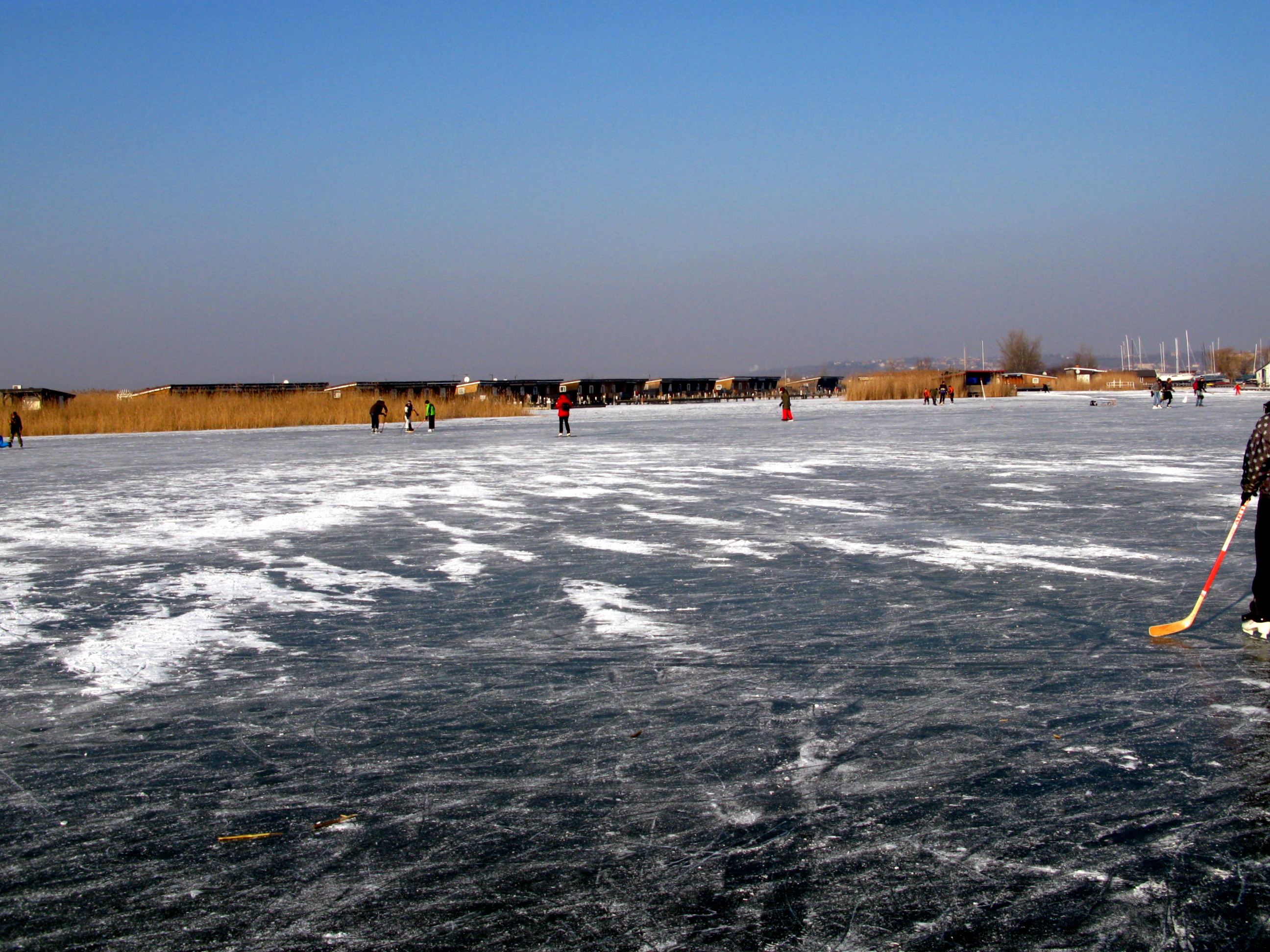
Neusiedlersee (2009)

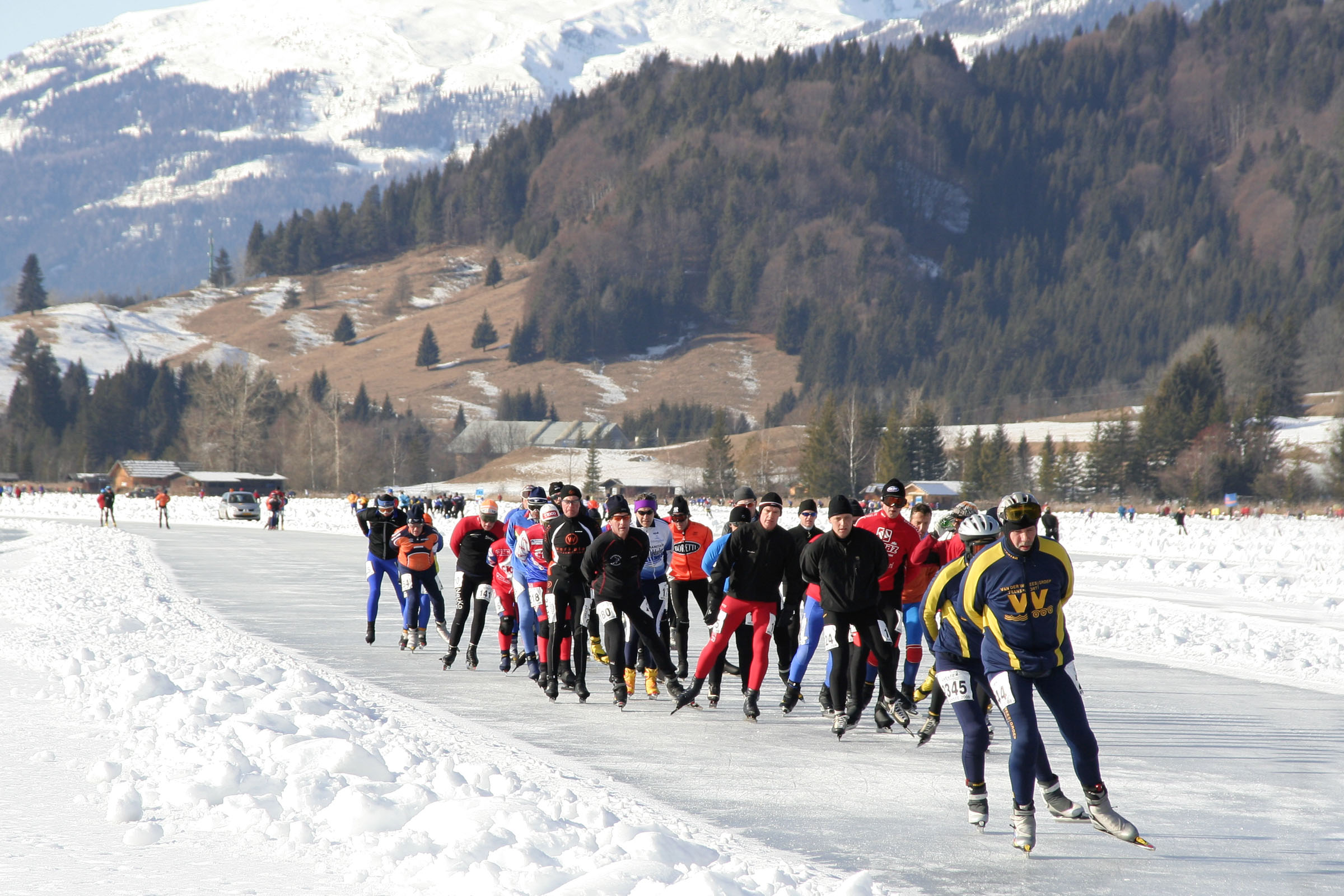
Lauf der Alternativen Elfstedentocht am Weissensee (2008)

Die ersten Natureisbahnen waren gefrorene Seen. Doch schon bald wurden auch entsprechend geeignete Flächen zu Eisbahnen präpariert. Dabei muss die vorhandene Schneedecke zuerst möglichst kompakt und eben gewalzt werden. Danach wird bei geeignet tiefen Temperaturen mit genügend Wasser die Fläche vereist.

### Die größten Natureislaufflächen
Die größte präparierte Natureisbahn Europas befindet sich in Davos. Hier sind auf 18.000 m² im Zentrum des Ortes eine 400-Meter-Bahn für Eisschnelllauf sowie Eishockey- und Curlingfelder auf einer zusammenhängenden Fläche verfügbar.
In den meisten Jahren ist der Neusiedler See im Burgenland zugefroren, je nach Wetterverhältnissen zwischen Mitte Dezember und Februar. Er hat eine offene Wasserfläche von 157 km² und ist inklusive des von Kanälen durchzogenen Schilfgürtels 285 km² groß. In der Wintersaison wird er dann zum größten Eislaufplatz Mitteleuropas, auf dem auch Eissegeln, Eissurfen und Eis-Kitesurfen betrieben wird. Er wird nicht umfassend beworben, da die Zeiten nach Ansicht der Touristiker zu wenig planbar sind.
Die größte Eisfläche der Alpen ist mit 6,5 km² der Weißensee in Kärnten, welcher jährlich zwischen Dezember und März an etwa 80 und mindestens 19 (2001) Tagen befahren werden kann. Im Januar 2012 sind dort drei insgesamt 18,2 km lange Rundeisbahnen vorhanden die zu Saisonbeginn auf 15 m Breite präpariert werden und nach der Alternativen Elf-Städte-Tour Ende Januar noch etwa 6 m breit sind, was zusammen von anfangs 273.000 m² bis im Januar 109.200 m² Rundbahnfläche sind. Dazu kommen Eishockeyplätze, Eisstockbahnen und Wanderwege.
Im Vallée de Joux im schweizerischen Kanton Waadt im Juragebirge befinden sich der 8,77 km² große Lac de Joux und der kleinere Lac Ter. In vielen Jahren sind sie im Winter zugefroren und können im Januar und Februar befahren werden. Der gleich nebenan liegende Lac Brenet friert jedoch nicht zu.
Der Rideau Canal in Ottawa ist im Winter ab dem Parlamentsgebäude auf einer Länge von 7,8 km befahrbar und hat eine Fläche von rund 90 Eishockeyfeldern (das sind 164.700 m²). Von 1971 bis 2008 stand er als längste Eislaufbahn der Welt im Guinness Book und hält jetzt noch den Rekord für die größte Gesamtfläche.
In Konkurrenz dazu steht der Assiniboine (Credit Union) River Trail auf dem Assiniboine River und dem Red River of the North in The Forks (Winnipeg), welcher 2008 vom Guinness Book als weltweit längste Eislaufbahn anerkannt wurde. Die genaue Länge ändert sich je nach den Fluss- und Eisverhältnissen Jahr für Jahr und beträgt üblicherweise 8,5 km mit einer Fläche von etwa 65 Eishockeyfeldern (das sind 118.950 m²), im Jahr 2008 wurde die Rekordlänge von 9,3 km erzielt.
2006 wurde in British Columbia, Kanada auf dem Windermere-See nächst der Stadt Invermere vom Toby Creek Nordic Ski Club der (The) Whiteway / Lake Windermere Whiteway, eine Langlauf-Loipe, angelegt. Spätestens um 2011 wurde eine parallel verlaufende Bahn auch als Eisbahn gekehrt, sodass zuletzt konventionelles Langlaufen mit parallel geführten Ski, skatendes Langlaufen und Eislauf auf Schlittschuhen und Radfahren nebeneinander möglich ist. Die Schnee- und Eisbahn mit 3 Ausprägungen verläuft als endlose Schleife doch mit drei 8er-Kreuzungen über den See, sodass 4 Loops mit je 5-12 km Rundenlänge entstehen. 2014 wurde mit fast 30 km Länge die weltweit längste gepflegte Eisbahn erzielt und im Guinness Book erwähnt. Der genannte Skiclub bittet an 2 Zugangsstellen um 5 Dollar Tageseintritt. Im Jahr davor hatte die Eisbahn etwa 20 km Länge.
Bei entsprechenden Witterungsverhältnissen entstehen die größten Natureisbahnen durch Seegfrörnen, in Deutschland z. B. bei den Seegfrörnen des Bodensees.

## Kunsteis

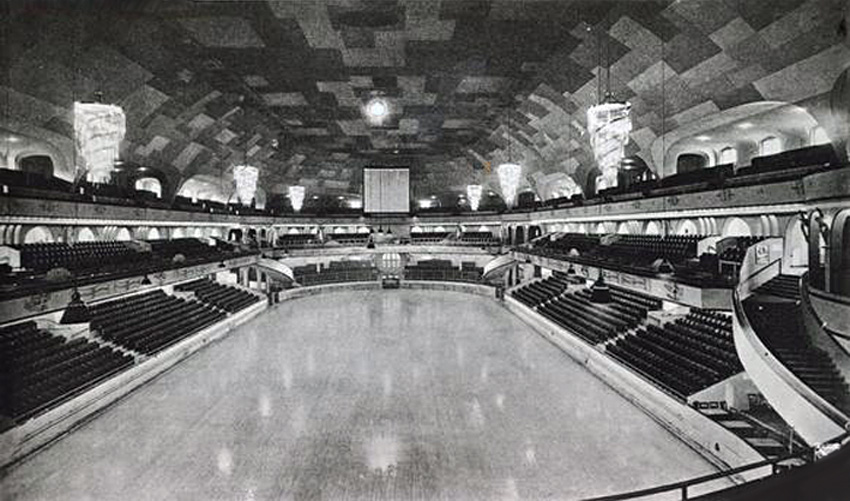
Eisbahn im Berliner Sportpalast, 1920

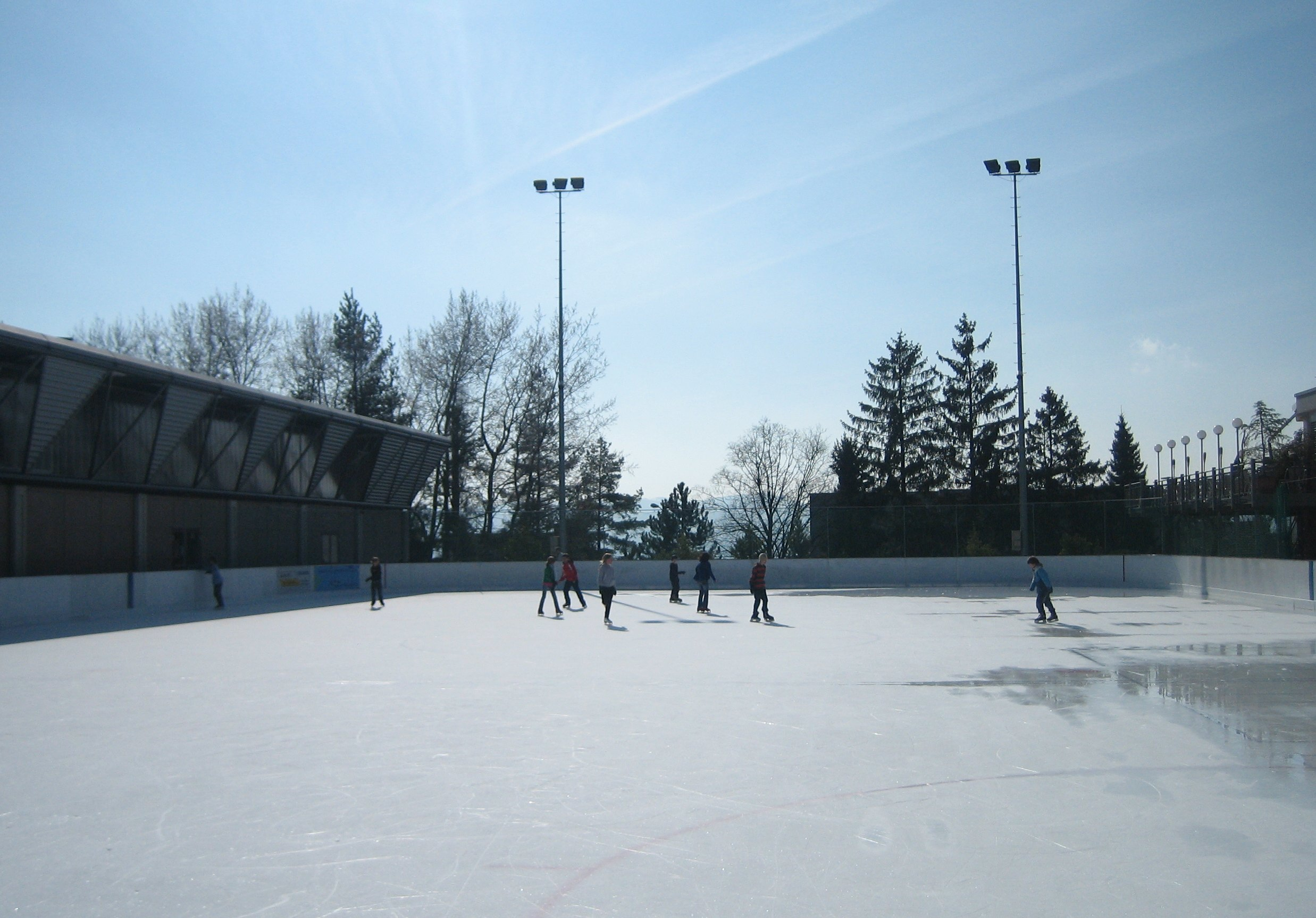
Kunsteisbahn Küsnacht ZH

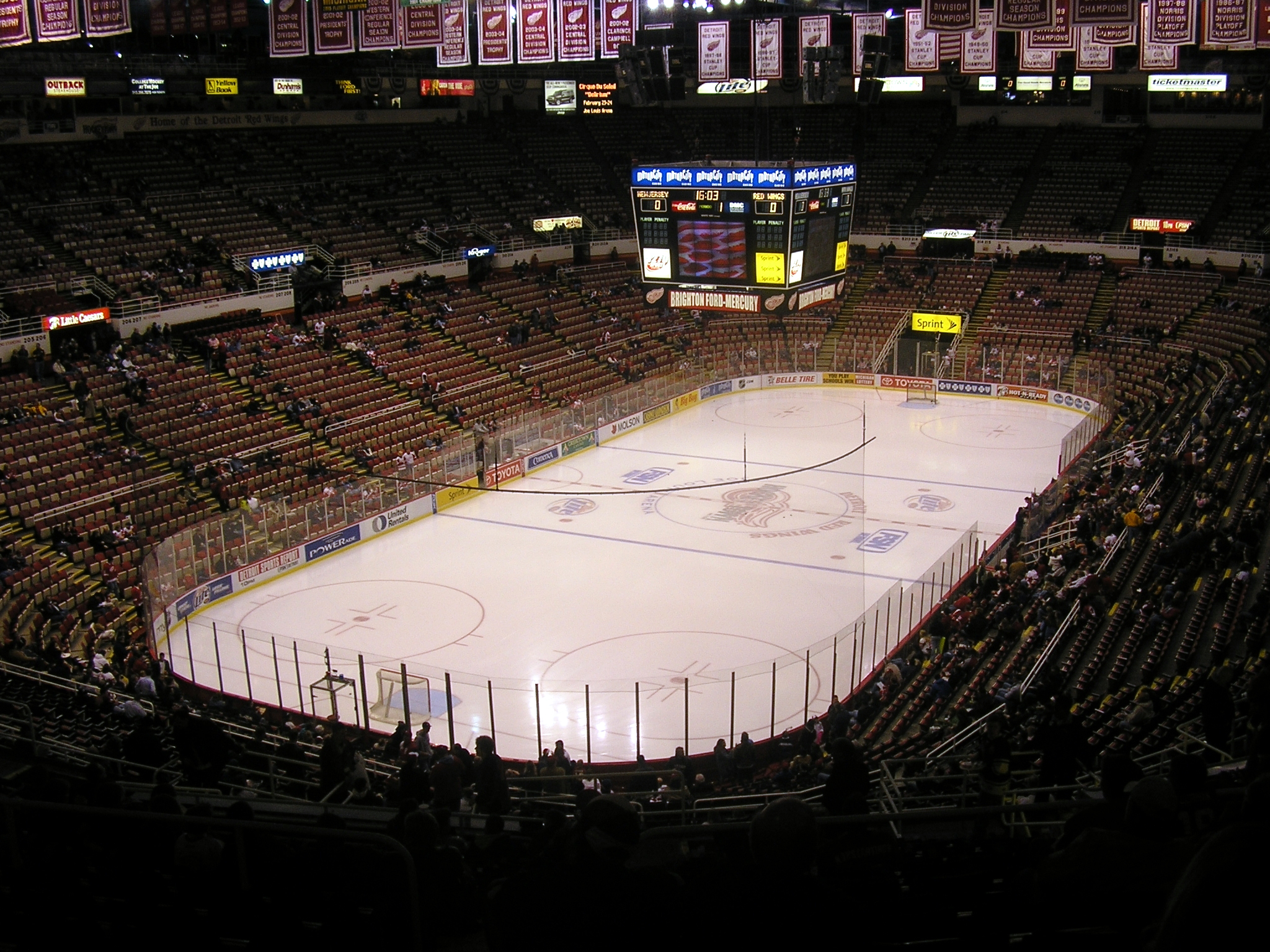
Joe Louis Eishockeyarena in Detroit

Mit der Erfindung der Kältemaschine wurde es möglich, Kälte künstlich zu erzeugen. Damit konnte man Eisfelder in Hallen einrichten und die Eissportarten auch außerhalb der kalten Jahreszeit ausüben. Eine Kunsteisbahn verfügt in der Regel über 2 bis 5 cm Eis.
Am 7. August 1881 wurde in Frankfurt im Rahmen der Deutschen Patent- und Gebrauchsmuster-Ausstellung eine der ersten Kunsteisbahnen der Welt eröffnet, die eine Fläche von 520 m² hatte und fast 3 Monate in Betrieb war; maßgeblich beteiligt an der Anlage war die Linde AG, als Kältemittel wurde Ammoniak verwendet. 10 Jahre später wurde eine permanente Anlage im Frankfurter Palmengarten installiert.
In den 1960er Jahren wurde bereits versucht, Kunsteis aus Wasser mit synthetischen Produkten zu ersetzen, um ohne die Infrastruktur einer Kältemaschine auszukommen. Neue verfügbare Kunststoffe erlauben es mittlerweile, mit herkömmlichen Schlittschuhen wie auf echtem Eis zu fahren. Gerade in warmen Regionen und Nordamerika ergänzen vermehrt synthetische Eisflächen das Kunsteisbahnangebot.

### EPDM-Absorber
Seit den 80er Jahren werden auch EPDM-Absorber zur Herstellung von Kunsteisbahnen verwendet. Dabei werden die Kunststoff-Eismatten nebeneinander ausgerollt, zu einem Kreislauf zusammengeschlossen und anschließend mit einem Wasser-/Glykolgemisch gefüllt. Eine Kältemaschine kühlt das Gemisch auf ca. −10 °C ab und pumpt es durch die Eismattenfläche, während das aufgesprühte Wasser gefriert und sich anschließend in eine gleichmäßigen Eisfläche verwandelt. Neben der festen Installation in Eisstadien sind damit auch mobile Kunsteisbahnen möglich. Die EPDM-Eismatten zeichnen sich durch ihre große Übertragungsfläche, ihre Widerstandsfähigkeit und ihre Flexibilität aus.

### Pilotversuch Kunsteisbahn auf Rasen
Um auf der Liegewiese im Winter eine Eisbahn betreiben zu können, wurde im Jahr 2011 im Basler Schwimmbad Eglisee ein Testfeld mit Kühlschlangen unter der Grasnarbe installiert. Obwohl die Kühlung prinzipiell funktionierte, wurde der Pilotversuch unter anderem wegen des deutlich höheren Wasserbedarfs des Rasens im Sommer abgebrochen und die geplante Anlage nicht installiert.

## Aufbau einer Eisbahn
Eine Eisbahn ist eine von einer umlaufenden Bande begrenzte Fläche, auf der künstlich, das heißt mit Hilfe einer Kältemaschine, eine Eisschicht erzeugt und gefroren gehalten wird.
Für den Aufbau einer Eisbahn ist zunächst ein ebener, tragfähiger und planierter Untergrund erforderlich. Auf dem Boden wird eine so genannte Kältedecke aus vernetzten Rohren installiert, die einen geschlossenen Kreislauf bilden. Diese Kältedecke ist an Hauptsammler angeschlossen, die sich auf einer oder beiden Seiten neben der Bahn befinden. Die Hauptsammler ihrerseits sind an eine Wasserpumpe, einen Tank (die so genannte Lunge bzw. Puffertank) und schließlich an die Kältemaschine angeschlossen. Diese Elemente bilden gemeinsam einen geschlossenen Kreis, der die Grundlage der künftigen Eisbahn darstellt.
Jetzt wird der Kreis mit einem Gemisch aus Frostschutzmittel (Monoäthylenglykol oder Polypropylenglykol) und Wasser gefüllt. Die Kältemaschine kann nun eingeschaltet werden. Die Pumpe sorgt dafür, dass die Flüssigkeit ständig durch das Rohrnetz der Eisbahn zirkuliert, und dank des Puffertank wird die überschüssige Luft ausgestoßen, die sonst im Kreislauf gefangen bliebe. Die Kältemaschine senkt nach und nach die Temperatur der Flüssigkeit auf −8 bis −10 °C ab. Anschließend wird mit einem Wasserschlauch die erste Wasserschicht über den Rohrleitungen der Kältedecke aufgesprüht. Das Wasser kristallisiert sofort. Dieser Prozess wird mehrmals wiederholt und so entsteht allmählich die Eisschicht. Die ideale Dicke einer Eisbahn beträgt etwa 6 bis 8 cm.

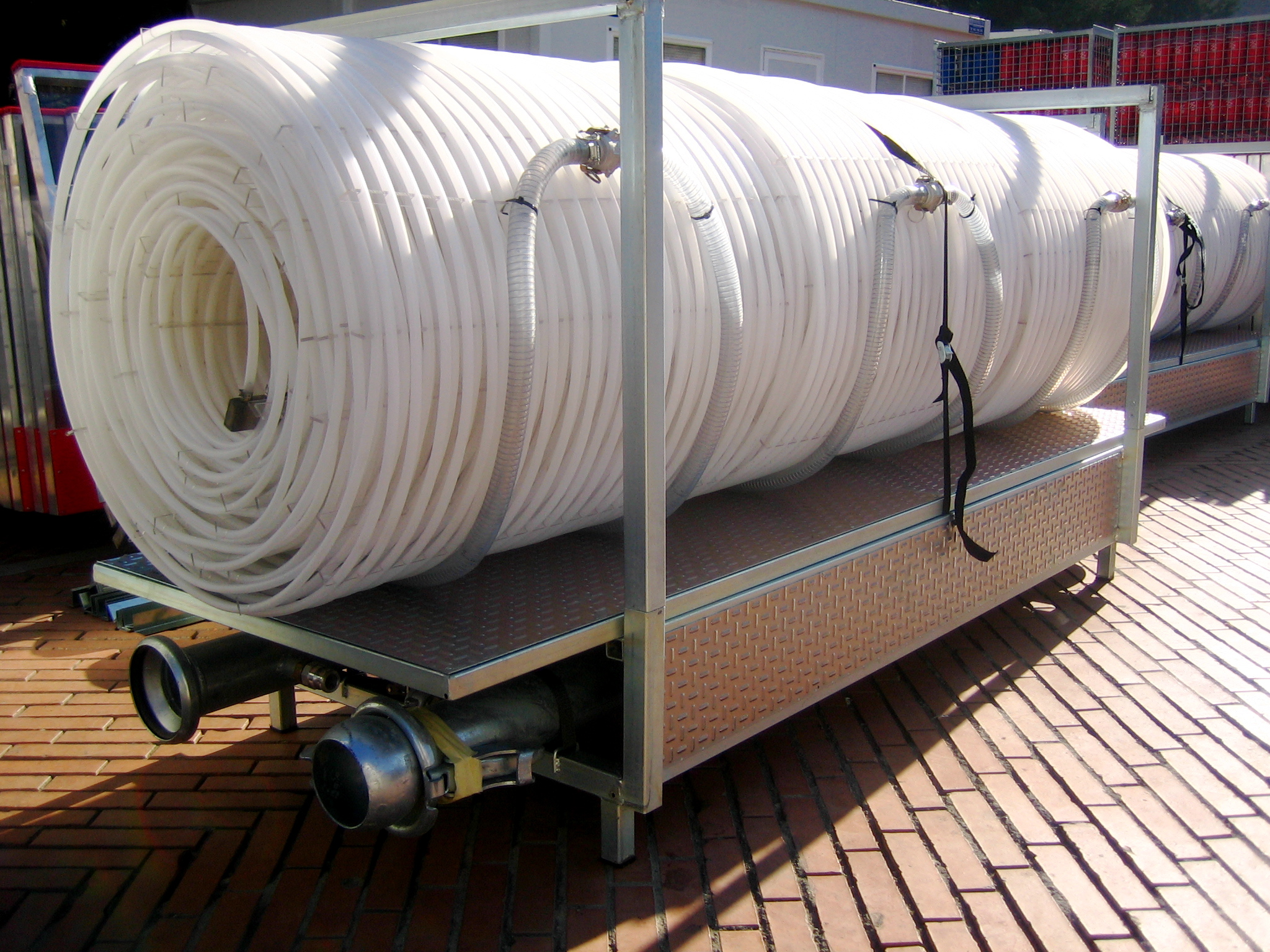
Icebox mit Sammlern unten und darüber der aufgerollte Kühlboden
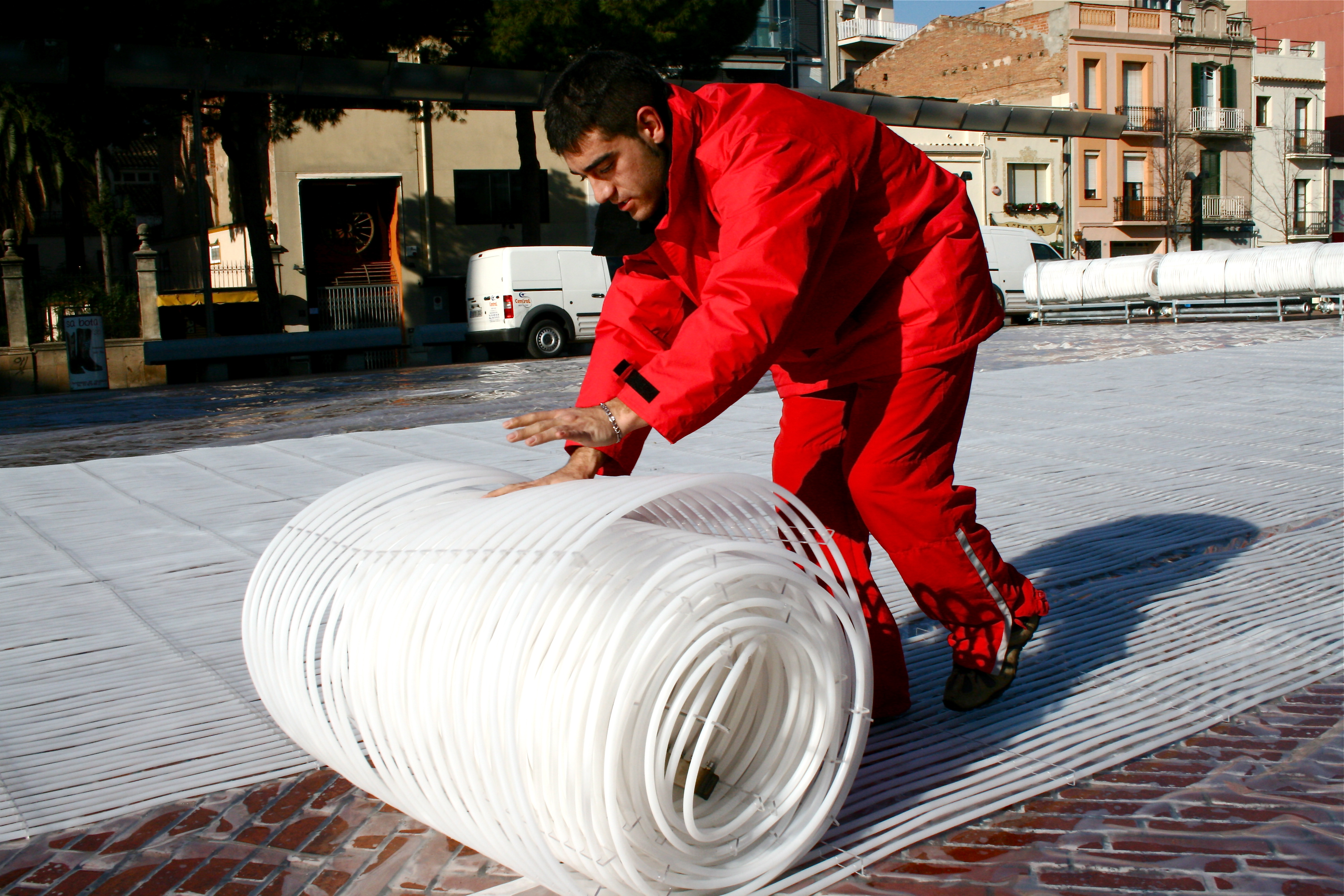
Beim Ausrollen des Kühlbodens
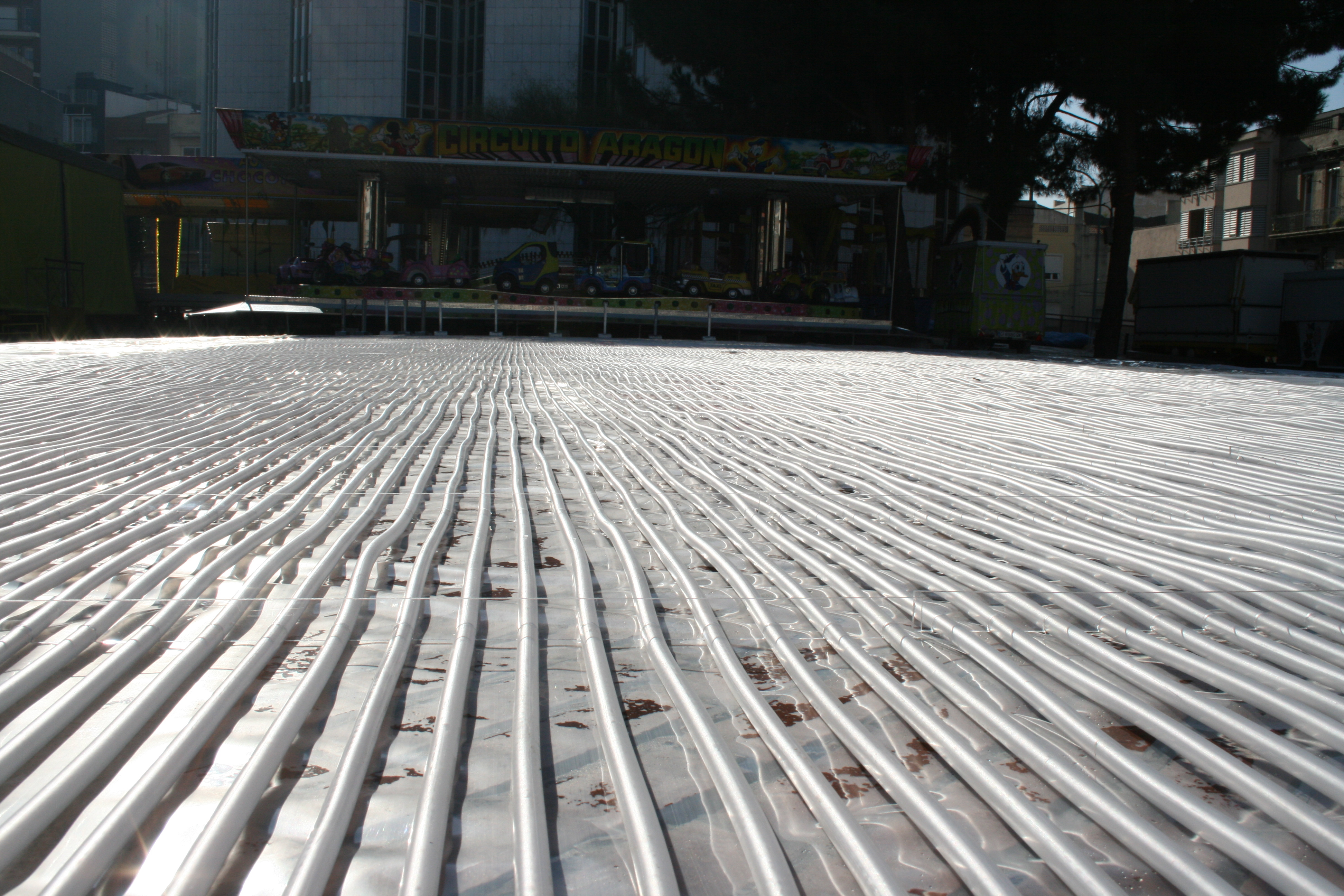
Der komplett ausgerollte Kühlboden
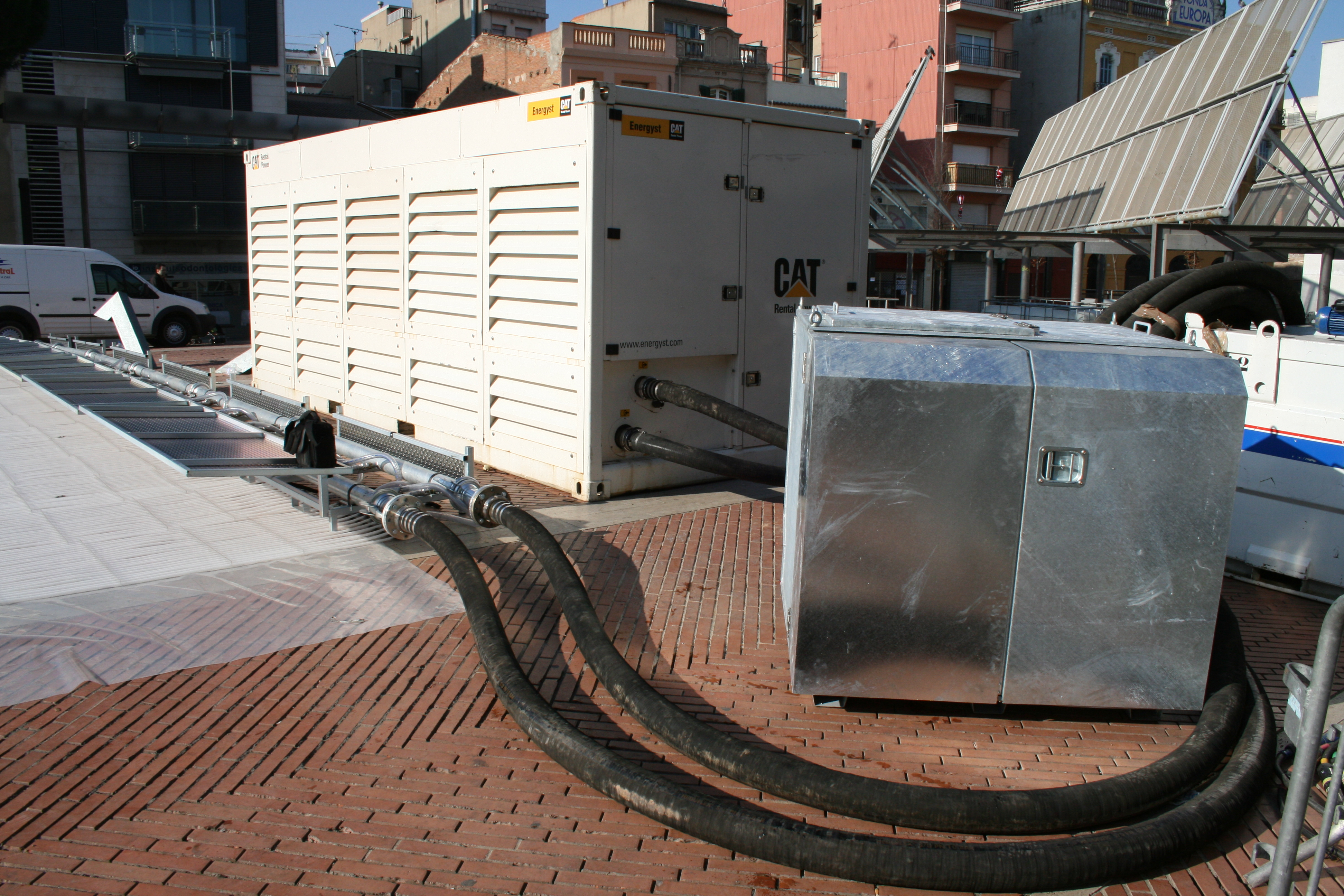
Die Kältemaschine neben dem Puffertank, an die Eisbahn angeschlossen
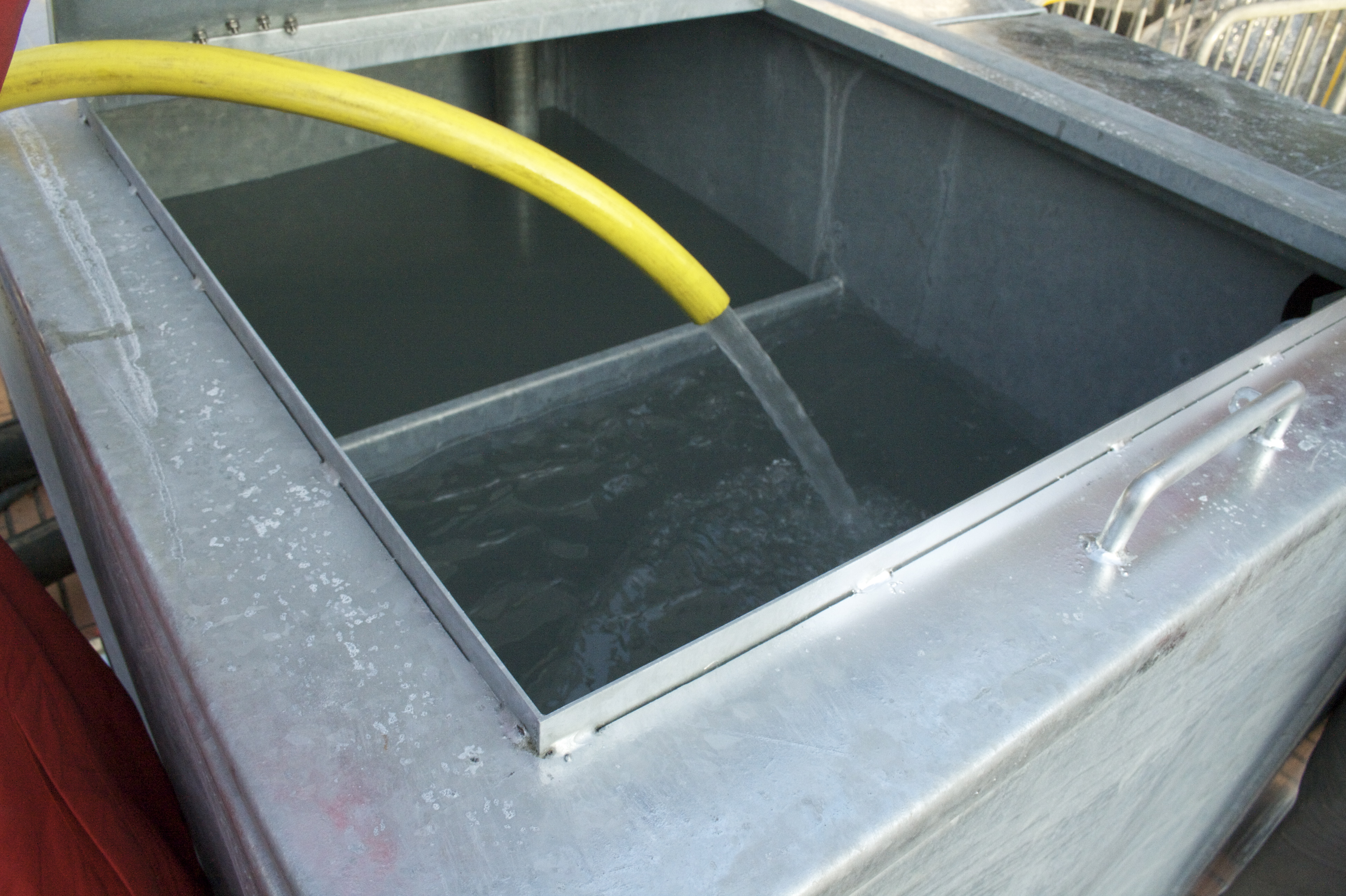
Der Puffertank wird mit dem Gemisch aus Wasser und Frostschutzmittel gefüllt
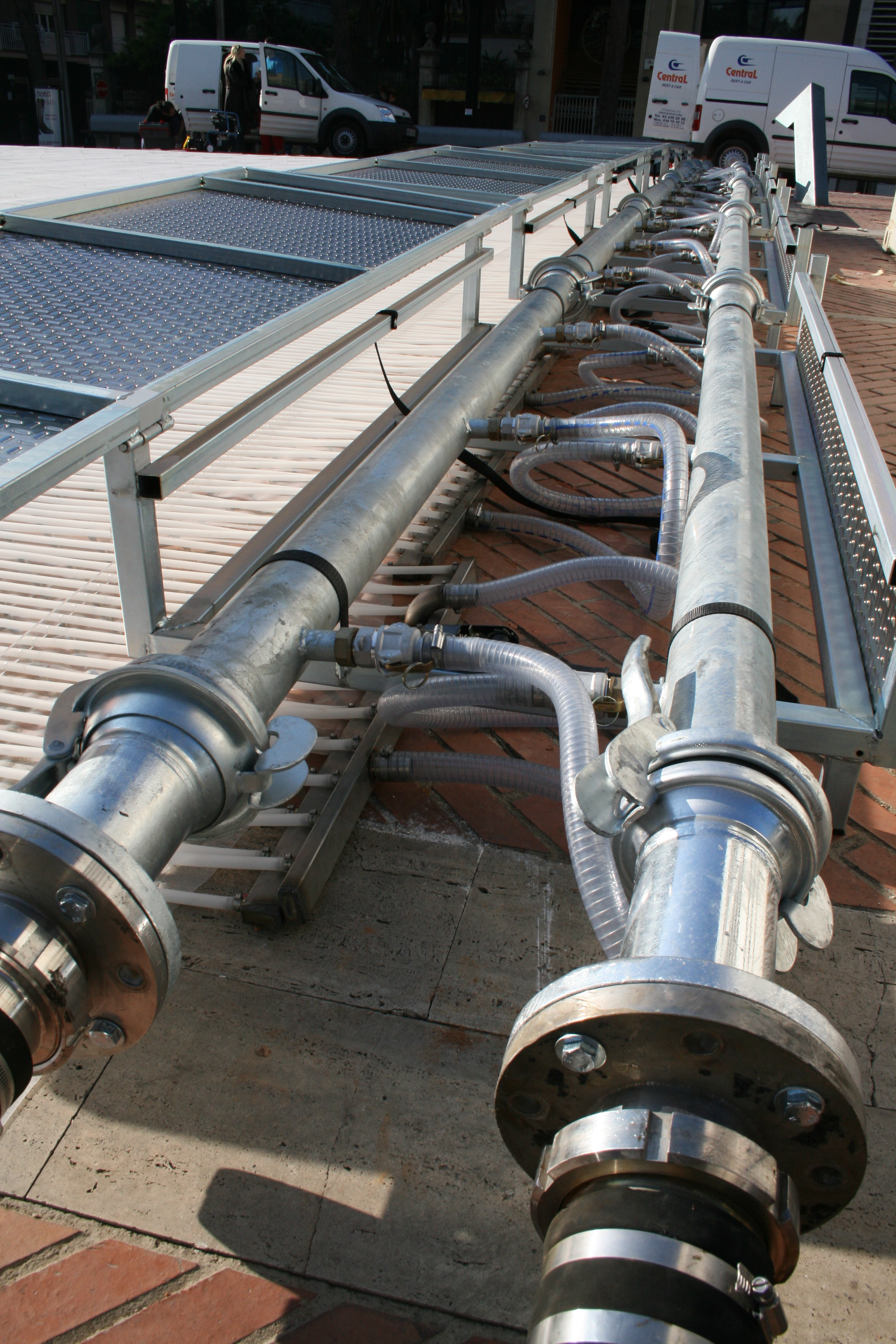
Die Hauptsammler einer Eisbahn
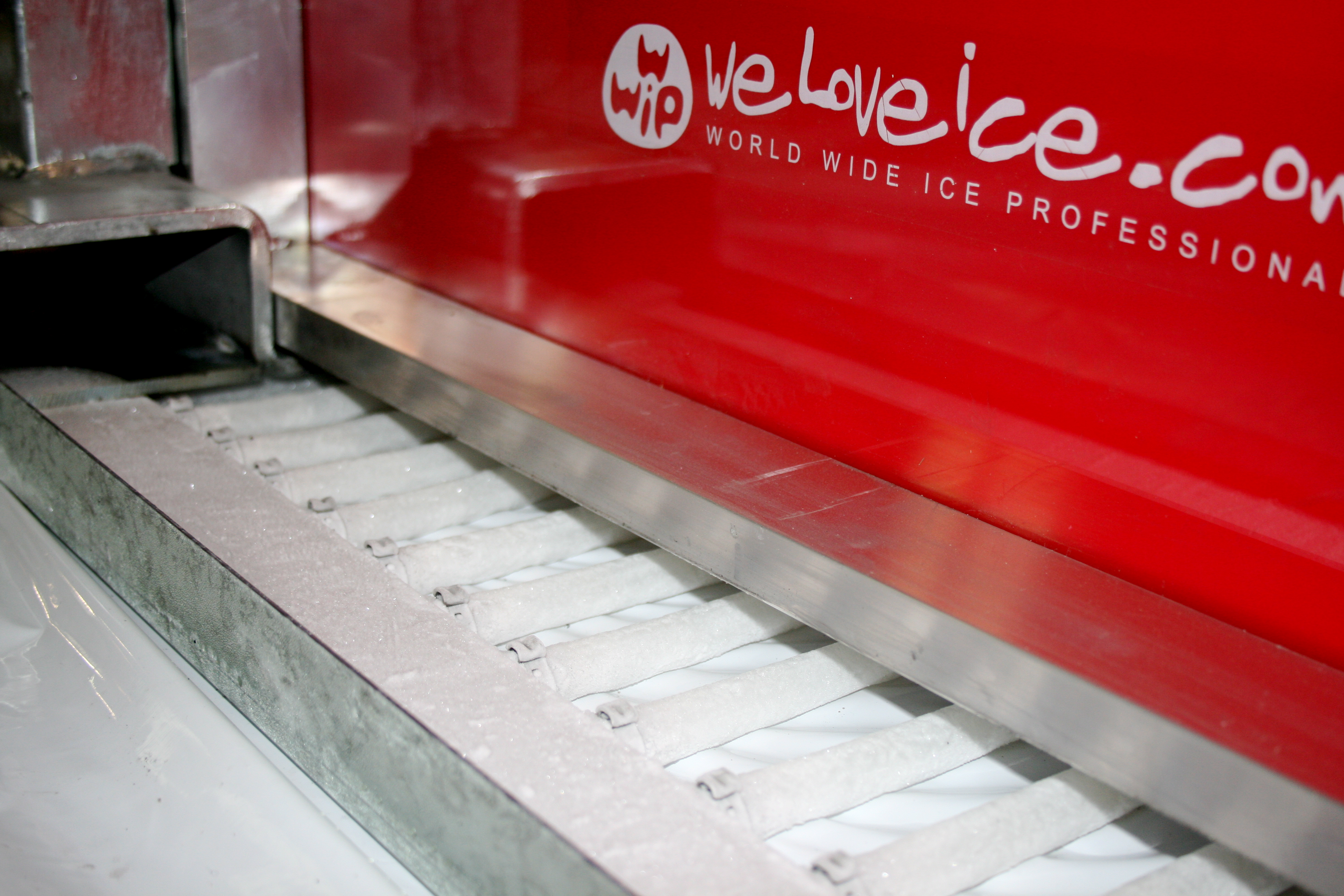
Abschlusssammler am Ende einer Eisbahn
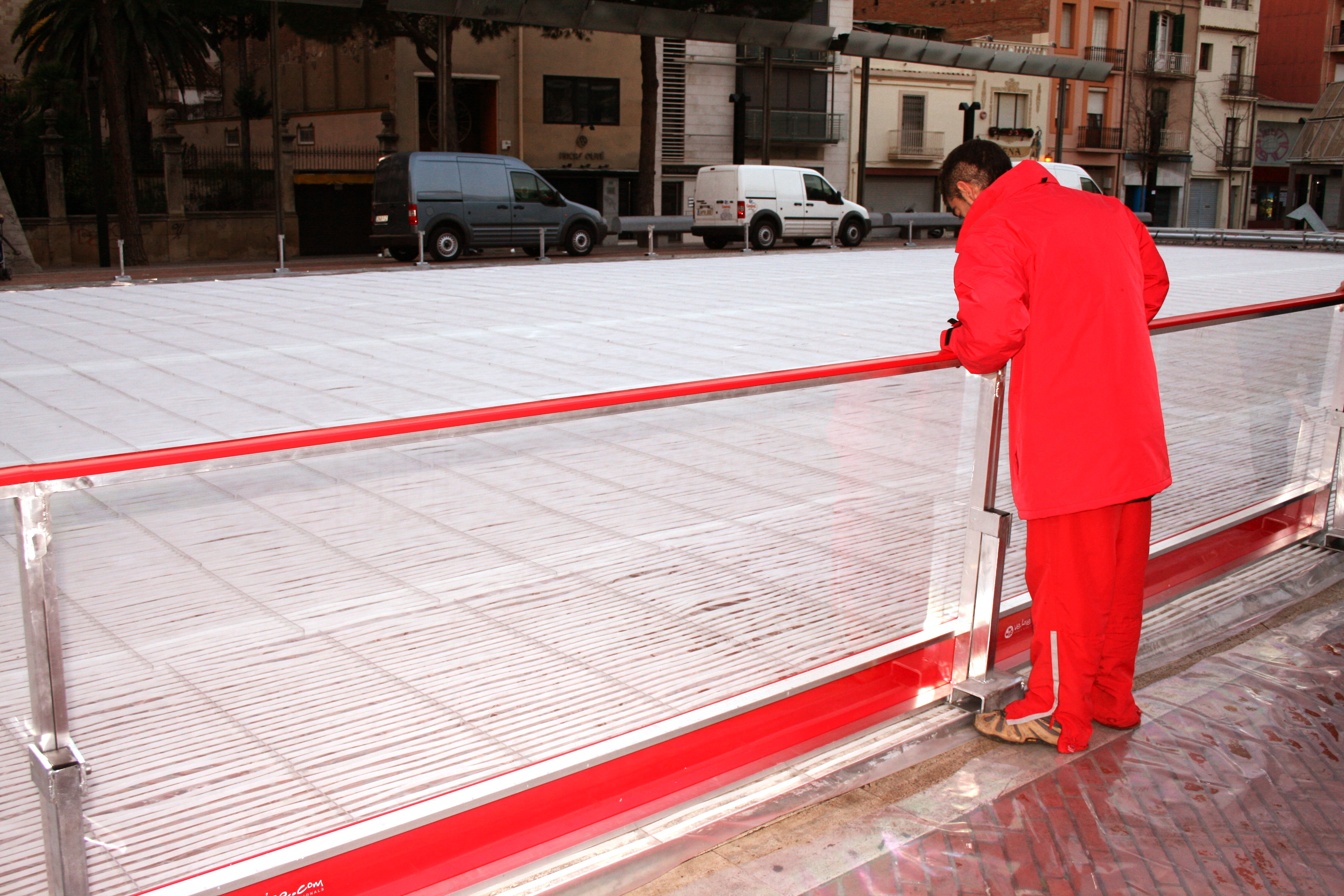
Aufbau der umlaufenden Bande einer saisonalen Eisbahn
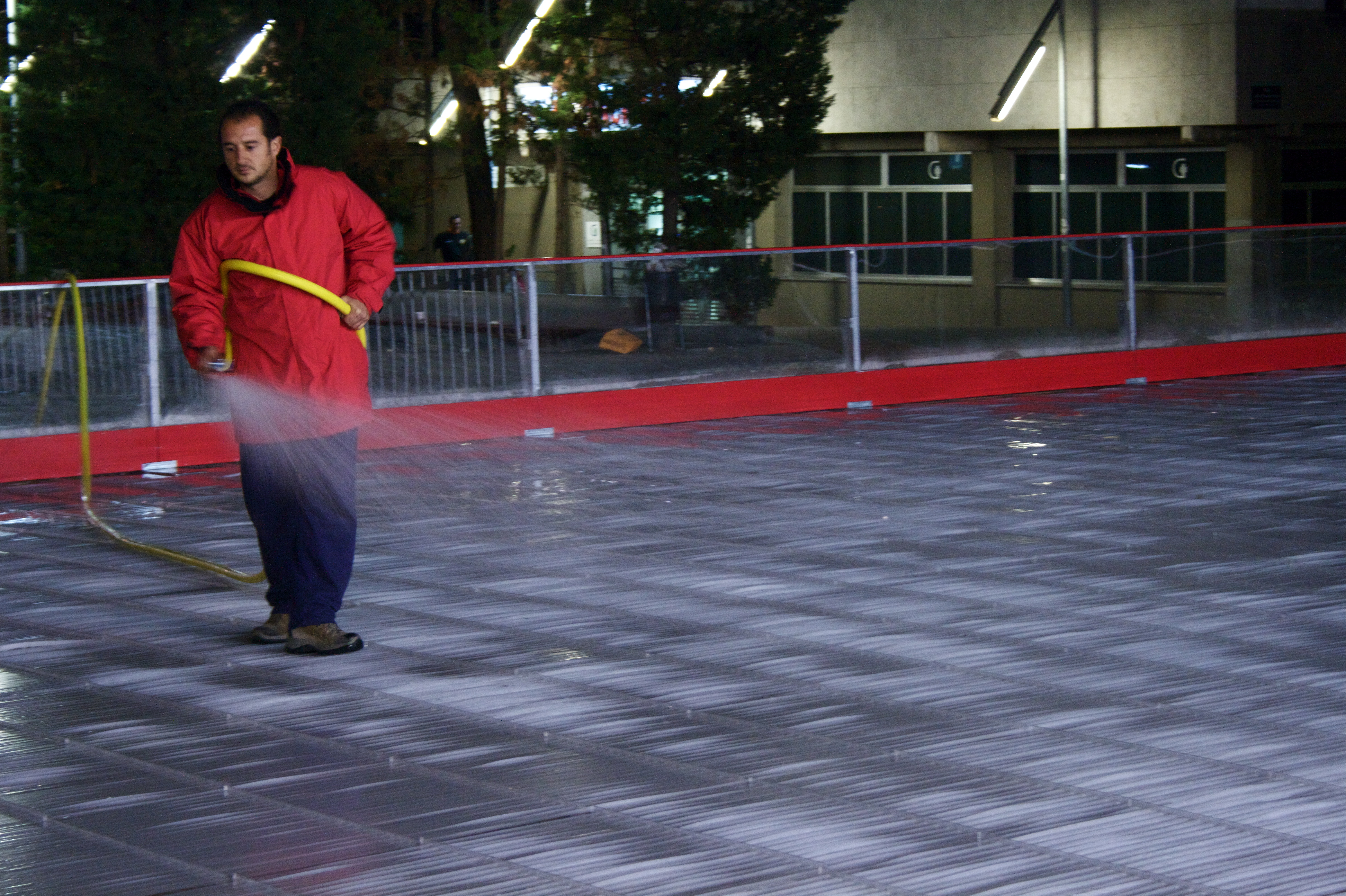
Bei der Eiserzeugung
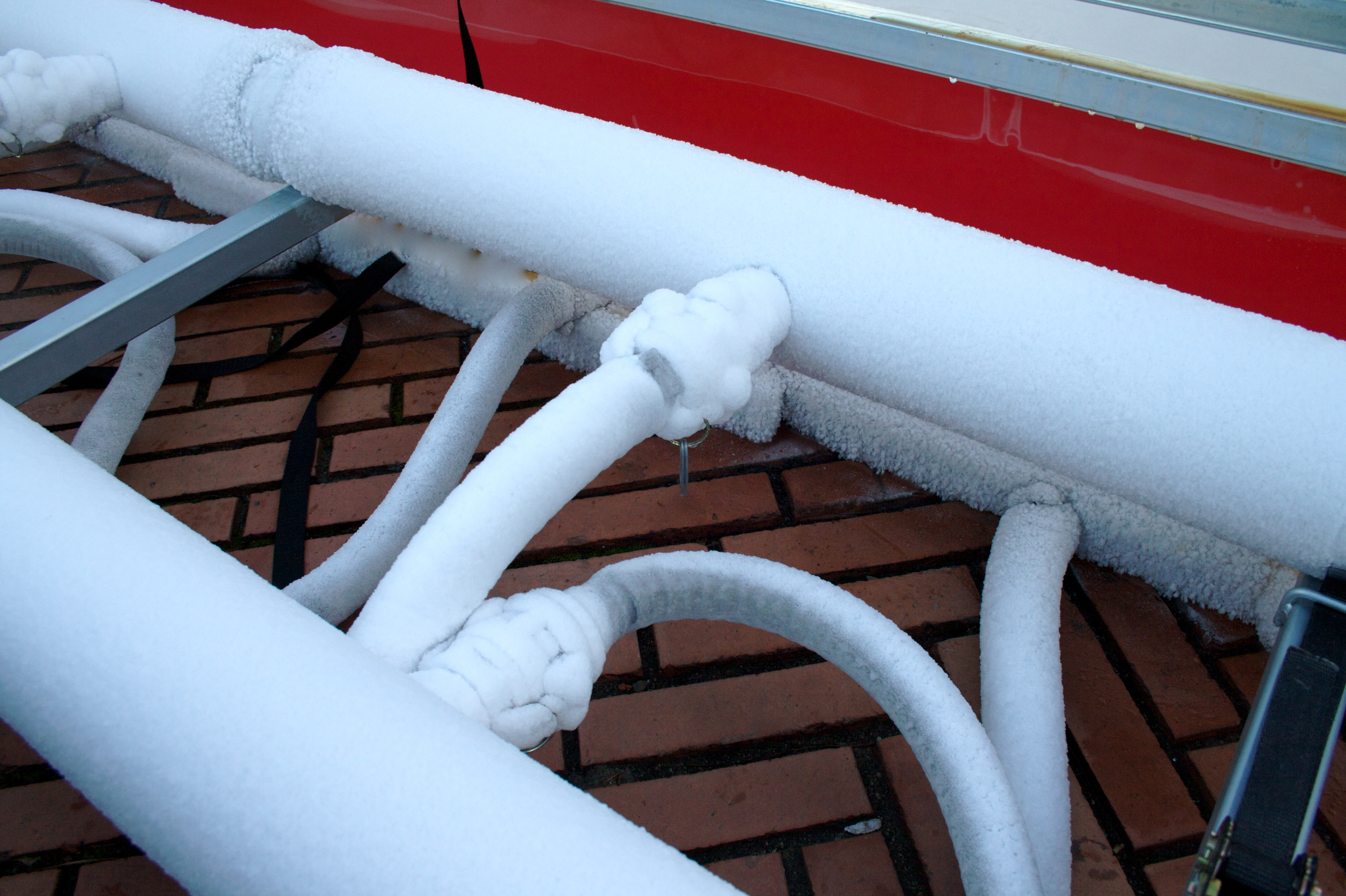
Die gefrorenen Hauptsammler einer Eisbahn
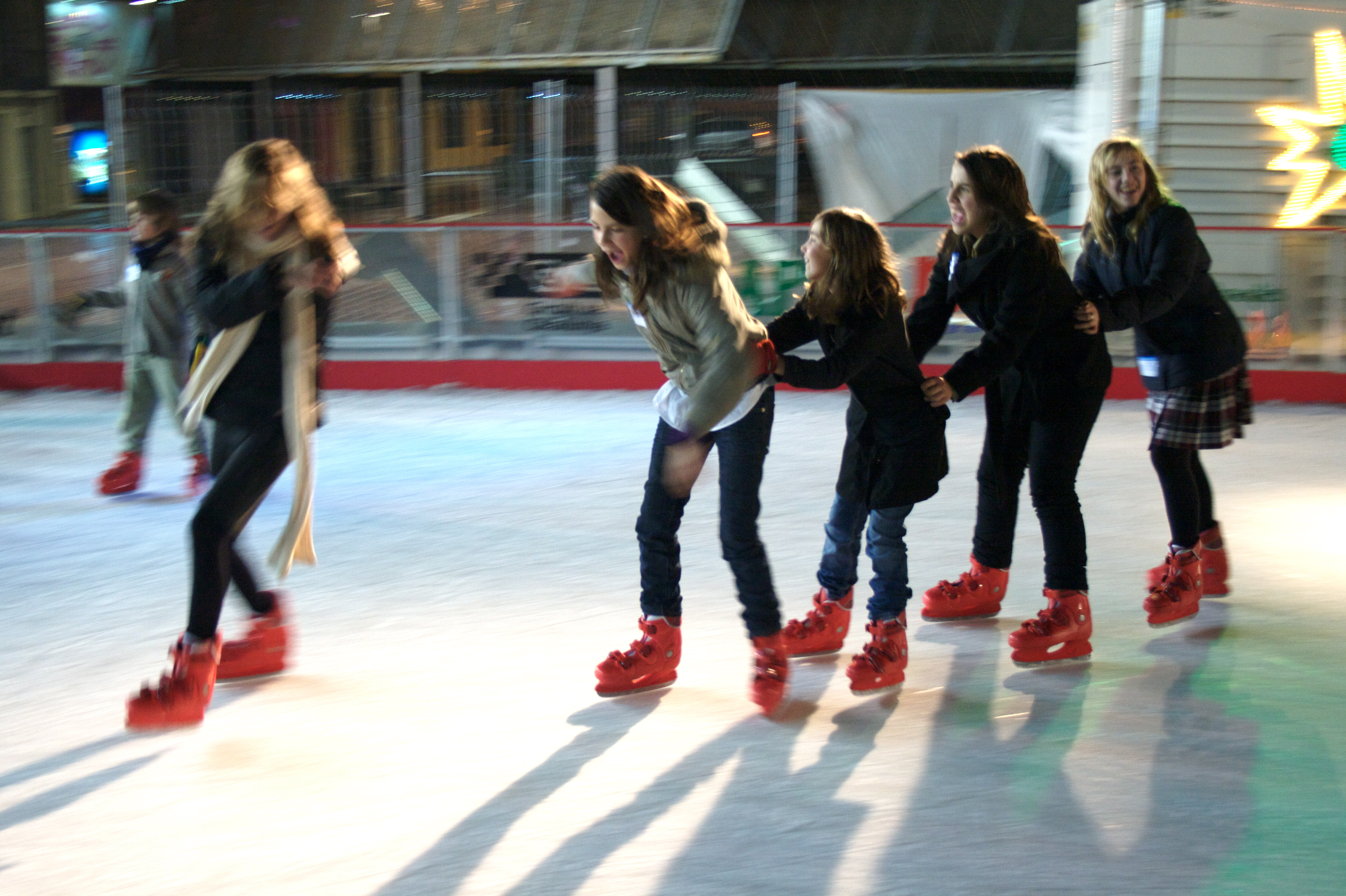
Freiluft-Eisbahn im Stadtzentrum
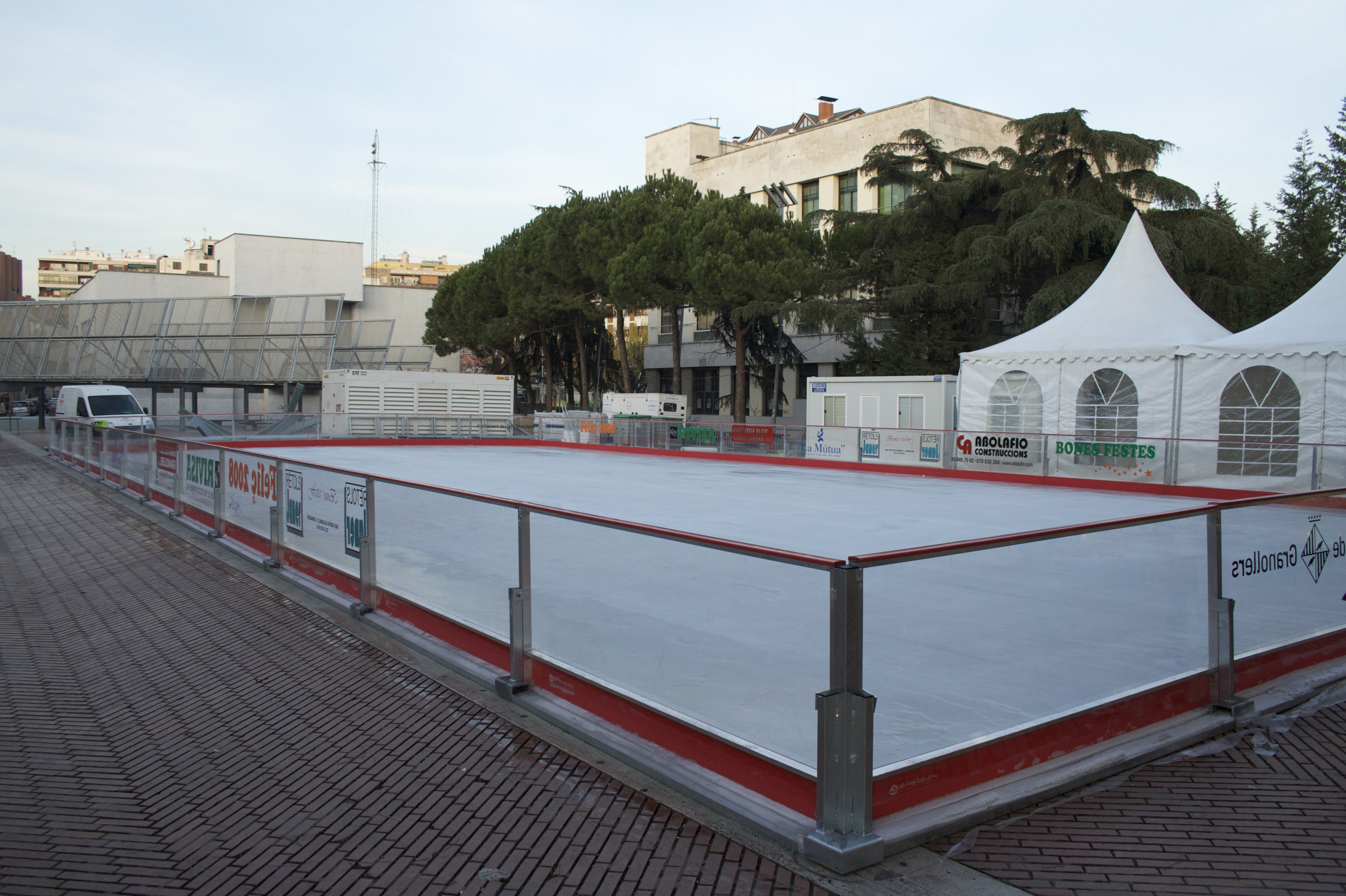
Typische saisonale Eisbahn im Stadtzentrum

## Bewegung auf dem Eis
Um sich auf einer Eisbahn sicher zu bewegen, benötigt man entsprechende Fortbewegungsmittel. Diese sind entweder in Form von Schlittschuhen direkt mit den Füßen verbunden (siehe Eiskunstlauf, Eishockey, Eisschnelllauf) oder es sind separate Sportgeräte, die über Kufen oder andere gleichwertig nutzbare Kanten verfügen (siehe Bobsport, Rodeln, Skeleton, Eissegeln, Eissurfen).
Das Gleiten auf dem Eis wird erreicht durch eine möglichst konzentrierte Sammlung des Gewichtes auf kleiner Fläche, wodurch das Eis an der Kontaktstelle schmilzt und so als Schmiermittel die Gleitreibung erheblich heruntersetzt.

## Beispiele
- Eisbahn Kleinholz
- Eisbahn im Stadtwäldchen
- Eisbahn Zelgli